# Belciugatele
Belciugatele est une commune roumaine située dans le județ de Călărași.